# Accident (pel·lícula)
Accident és una pel·lícula britànica dirigida per Joseph Losey i estrenada l'any 1967.	

## Argument
Una jove estudiant d'Oxford es veu embolicada en un accident a conseqüència del qual mor el seu xicot. Desesperada, només trobarà consol en un serè i càlid professor universitari.

## Comentaris
Accident ataca un baluard de la tradició britànica: l'ambient acadèmic. De nou escrita per Pinter, l'acció es desenvolupa a Oxford, on dos professors i un jove competeixen per les gràcies d'una estudiant. Tancada en una estructura circular, la pel·lícula manté un equilibri gèlid entre complexos encaixos temporals, analitzant conflictes entre aparença i realitat, en un microcosmos
social del qual tots surten perdent.
La tècnica narrativa en forma d'enquesta, exportada per Losey de les tradicions del cinema nord-americà, es combina amb la visió freda, cínica i irònica de Pinter sobre la vida i la moral de les capes intel·lectuals de l'alta societat britànica. L'acoblament de mètodes narratius tan
diferents és inesperadament perfecte, sense fissures. L'acidesa crítica d'Accident es multiplica per l'acumulació de dues mirades esmolades i implacables, que se superposen sense cap esforç.

## Repartiment
- Dirk Bogarde: Stephen
- Stanley Baker: Charley
- Jacqueline Sassard: Anna
- Michael York: William
- Vivien Merchant: Rosalind, Stephen's wife
- Delphine Seyrig: Francesca, La filla del rector
- Alexander Knox: El Rector de la Universitat
- Anne Firbank: Laura
- Brian Phelan: Policia sergent
- Terence Rigby: Policia de paisà
- Freddie Jones: L'home a l'oficina de Bell
- Jill Johnson: Secretària
- Jane Hillary: Recepcionista
- Maxwell Findlater: Ted
- Carole Caplin: Clarissa
- Harold Pinter: Bell
- Nicholas Mosley: Hedges